# Regiões de Burquina Fasso

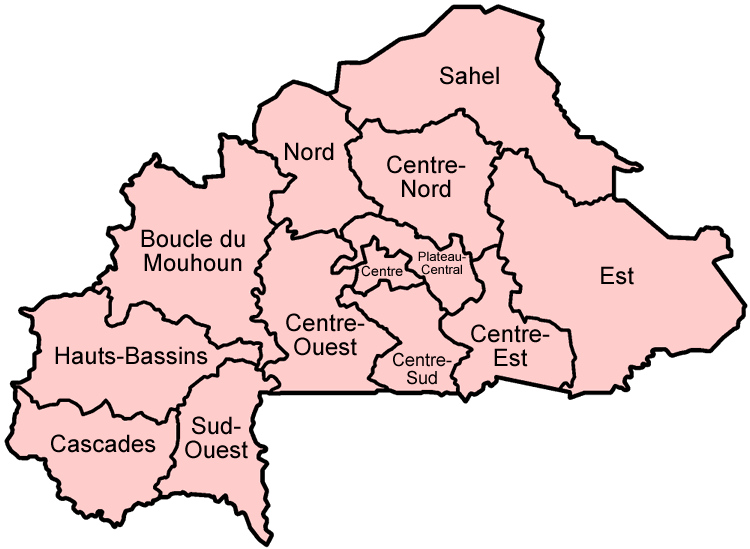
Regiões de Burquina Fasso

O Burquina Fasso está dividido em 13 regiões administrativas, que por sua vez estão subdivididas em 45 províncias.
As treze regiões foram criadas administrativamente em 2 de julho de 2001. As regiões são hoje a principal subdivisão administrativa do país, e antes de 2001 eram as províncias.
Desde 2006 que as autoridades locais também são membros de municípios, treinados e eleitos em seus departamentos. Anteriormente, representantes das aldeias ou das primeiras comunas estavam reunidos nos conselhos das províncias com o único papel administrativo e, muitas vezes, mal definidos, que não eram representativos da população local.
Desde 2006, há 306 "comunas rurais" entre os 340 municípios (que ocupam a parte habitada do território do seu departamento homónimo). As outras 34 "comunas urbanas" (algumas com um estatuto especial, incluindo a atual capital nacional e a antiga capital) também foram estendidas para lidar com as aldeias rurais circundantes ainda não abrangidas, e para representar os seus habitantes no município local, indiretamente nos conselhos regionais (conselheiros regionais são eleitos comuna por comuna, ou arrondissement por distrito em municípios urbanos com status especial, mas eles representam todos os seus setores e / ou aldeias).
No total, alguns dos departamentos mais populosos também foram elevados administrativamente a províncias separadas e subdivididas para formar novos departamentos gerido localmente por meio de novos melhor que representam peculiaridades conjuntos locais e interesse e preocupação em desenvolvimento e segurança.
As províncias são níveis não-executivos interinos do Estado descentralizado (não eleito nem conselho autonomia financeira) entre as regiões administrativas e departamentos (este último também são transferidos executivo comuna "chapéu" intermediária que ocupa a parte habitada de cada departamento).

## Lista das regiões do Burquina Fasso
| Nome da região    | Código INSD | População (hab.) | Área (km2) | Capital        | Consel- heiros regionais | Provín- cias | Departa- mentos | Comunas |
| ----------------- | ----------- | ---------------- | ---------- | -------------- | ------------------------ | ------------ | --------------- | --- |
| Boucle du Mouhoun | 02          | 1 677 018        | 34 333,0   | Dédougou       | 89                       | 6            | 47              | 6 comunas urbanas, 41 comunas rurais (incluindo 1 042 aldeias) |
| Cascatas          | 12          | 661 936          | 18 917,0   | Banfora        | 33                       | 2            | 17              | 3 comunas urbanas, 14 comunas rurais (incluindo 270 aldeias) |
| Centro            | 11          | 2 231 807        | 2 869,0    | Ouagadougou    | 14                       | 1            | 7               | 1 comuna urbana de estatuto particular (dividida em 55 setores, agrupados em 12 arrondissements), 6 comunas rurais (incluindo 172 aldeias)                                                                           |
| Centro-Este       | 10          | 1 343 079        | 14 709,6   | Tenkodogo      | 59                       | 3            | 30              | 6 comunas urbanas, 24 comunas rurais (incluindo 676 aldeias) |
| Centro-Norte      | 06          | 1 416 895        | 19 508,0   | Kaya           | 55                       | 3            | 28              | 3 comunas urbanas, 25 comunas rurais (incluindo 757 aldeias) |
| Centro-Oeste      | 07          | 1 387 860        | 21 752,0   | Koudougou      | 75                       | 4            | 39              | 4 comunas urbanas, 35 comunas rurais |
| Centro-Sul        | 13          | 742 378          | 11 457,0   | Manga          | 38                       | 3            | 19              | 3 comunas urbanas, 16 comunas rurais (incluindo 528 aldeias) |
| Este              | 04          | 1 464 366        | 46 694,0   | Fada N’Gourma  | 54                       | 5            | 27              | 5 comunas urbanas, 22 comunas rurais (incluindo 806 aldeias) |
| Hauts-Bassins     | 01          | 1 776 803        | 25 574,0   | Bobo-Dioulasso | 62                       | 3            | 33              | 1 comuna urbana de estatuto particular (dividida em 32 setores e 36 aldeias, agrupados em 7 arrondissements), 2 outras comunas urbanas (incluindo 21 setores e 12 aldeias) 30 comunas rurais (incluindo 472 aldeias) |
| Norte             | 09          | 1 382 111        | 17 885,0   | Ouahigouya     | 59                       | 4            | 31              | 4 comunas urbanas, 27 comunas rurais (incluindo 816 aldeias) |
| Plateau-Central   | 08          | 807 444          | 8 605,0    | Ziniaré        | 40                       | 3            | 23              | 3 comunas urbanas, 20 comunas rurais (incluindo 530 aldeias) |
| Sahel             | 03          | 1 158 147        | 36 166,0   | Dori           | 51                       | 4            | 26              | 4 comunas urbanas, 22 comunas rurais |
| Sul-Oeste         | 05          | 729 362          | 16 533,0   | Gaoua          | 56                       | 4            | 28              | 4 comunas urbanas, 24 comunas rurais |